# Vorratsdatenspeicherung
Die Vorratsdatenspeicherung (englisch data retention oder retention of data) ist ein Instrument, das die Anbieter öffentlich zugänglicher elektronischer Kommunikationsdienste oder Betreiber eines öffentlichen Kommunikationsnetzes verpflichtet, anlasslos bestimmte Daten, die von ihnen für die Begründung, inhaltliche Ausgestaltung, Änderung oder Beendigung eines Vertragsverhältnisses über Telekommunikationsdienste erhoben werden, vorzuhalten und Strafverfolgungsbehörden zum Zwecke der Ermittlung, Feststellung und Verfolgung von Straftaten zur Verfügung zu stellen. Dabei geht die erwünschte Speicherfrist deutlich über die für reine Vertragszwecke zulässige Dauer hinaus und ist weder durch Vertragszwecke veranlasst wie die Entgeltabrechnung oder die Erstellung eines Einzelverbindungsnachweises auf Wunsch des Kunden noch durch einen bestimmten Tatverdacht. Es werden deshalb die Daten sämtlicher Vertragspartner des Anbieters anlasslos „auf Vorrat“ gespeichert.
Die auf Vorrat zu speichernden Daten (z. B. bei Telefonaten die Telefonnummern und Standortdaten der Gesprächspartner, bei Internetbenutzung die Zeit und benutzte IP-Adresse) erlauben demjenigen, der auf sie Zugriff hat, rückwirkend eine Analyse früherer persönlicher sozialer Netzwerke. Mit Hilfe der auf Vorrat zu speichernden Daten lässt sich – ohne dass auf Kommunikationsinhalte zugegriffen wird – das Kommunikationsverhalten jedes Teilnehmers in der Vergangenheit rekonstruieren. In dem Maße, in dem die Telekommunikation zunimmt, wird die Bedeutung solcher Analysen für die Erstellung von Persönlichkeitsprofilen wachsen.
Erklärter Zweck der Vorratsdatenspeicherung ist die verbesserte Möglichkeit der Verhütung und Verfolgung schwerer Straftaten.
Die Vorratsdatenspeicherung ist abzugrenzen von anderen Überwachungssystemen, die ebenfalls die Anonymität im Internet vermindert, aber eine Datenerhebung nur für die Zukunft ab Einsetzen der Überwachungsmaßnahme erlaubt, so  in Deutschland die  Telekommunikationsüberwachung (TKÜ), in der Schweiz die Überwachung des Post- und Fernmeldeverkehrs (ÜPF). Außerdem erheben bei diesen Überwachungssystemen die Sicherheitsorgane selbst die Daten bei einem bestimmten Teilnehmer, während bei der Vorratsdatenspeicherung bereits von den Anbietern über den betreffenden Teilnehmer gespeicherte Daten den Behörden zur Verfügung gestellt werden müssen.

## Geschichte der Telekommunikation
Telekommunikation bedurfte ursprünglich der elektrischen Verbindung zweier Anschlüsse, die von Hand vorgenommen wurde. Die Verbindung wurde notiert, damit darauf die Abrechnung gestützt werden konnte.
Mit Einführung der automatischen Vermittlungsstellen in der ersten Hälfte des 20. Jahrhunderts wurden die Verbindungen automatisch hergestellt, Verbindungszähler addierten nur die Gebühren, ohne Datum, Uhrzeit und beteiligte Anschlüsse aufzuzeichnen. Nun waren Sicherheitsbehörden (Polizei, Staatsanwaltschaft, Geheimdienste) nicht mehr in der Lage, das Kommunikationsverhalten Verdächtiger nachzuvollziehen. Daher wurden Fangschaltungen nötig.
Durch den Einsatz moderner Computer als Vermittlungsgerät ab Anfang der 1980er Jahre wurden die Gebührenzähler obsolet. Der Computer speicherte für jeden Kommunikationsvorgang einen Datensatz mit den für die Gebührenabrechnung relevanten Daten. Als Nebeneffekt wurde dadurch der Einzelverbindungsnachweis auf Telefonrechnungen möglich. Dieser wurde als Vorteil für den Verbraucher angesehen, dem damit eine Kontrolle der Gebührenabrechnung möglich wurde. Somit konnte er sich z. B. gegen falsche Rechnungen effektiver wehren. Die Fangschaltung wurde insoweit obsolet, wurden doch nun die Rufnummern der beteiligten Anschlüsse automatisch aufgezeichnet. Dass eine solche Aufzeichnung Grundrechte gefährdet, etwa bei einer Nutzung der Daten durch Ermittlungsbehörden und Geheimdienste sowie durch die zunehmenden Datenmengen aufgrund weiterer technischer Entwicklungen, wurde jedoch schon in dieser frühen Phase kritisiert.

## Vorratsdatenspeicherung in der Telekommunikation
In der politischen Diskussion wird der Begriff Vorratsdatenspeicherung mittlerweile synonym zur Speicherung von Telekommunikationsdaten für Strafverfolgungszwecke verwendet: Telekommunikationsanbieter sollen verpflichtet werden, Verkehrsdaten ihrer Kunden, Standortdaten und eindeutige Geräteidentifikationen für einen bestimmten Zeitraum zu speichern (Mindestspeicherfrist, 6 Monate), damit Polizei und Nachrichtendienste darauf zugreifen können. Dabei geht es insbesondere um diejenigen Verkehrsdaten, die nicht zu Abrechnungszwecken gespeichert werden müssen (z. B. bei Flatrate- und Prepaid-Tarifen, eingehende Verbindungen, Handystandort, IP-Adressen, E-Mail-Verbindungsdaten). Ausgenommen sind davon der „Inhalt der Kommunikation, Daten über aufgerufene Internetseiten und Daten von Diensten der elektronischen Post“.
Als Eingriff in verfassungsrechtlich geschützte Grundrechte wie das Fernmeldegeheimnis und das Recht auf informationelle Selbstbestimmung ist die Vorratsdatenspeicherung äußerst umstritten. Außerdem wird von Kritikern angeführt, dass der Informantenschutz für Journalisten eingeschränkt und eine kritische Berichterstattung dadurch erschwert werde, was faktisch einer Einschränkung der Pressefreiheit gleichkäme. Auch die Verschwiegenheitspflicht von Ärzten und Rechtsanwälten sowie das Seelsorge- und Beichtgeheimnis ordinierter Geistlicher sind davon betroffen.

## Begründung
Die Vorratsdatenspeicherung wird mit der Notwendigkeit zur Kriminalitätsbekämpfung und der Terrorismusbekämpfung begründet.
Zur Begründung der Richtlinie über die Vorratsdatenspeicherung wird auf die beträchtliche Zunahme elektronischer Kommunikation in den letzten Jahren hingewiesen. Sowohl wissenschaftliche Untersuchungen als auch praktische Erfahrungen in mehreren Mitgliedstaaten zeigten, dass Daten über die Nutzung elektronischer Kommunikationsmittel ein notwendiges und wirksames Ermittlungswerkzeug für die Strafverfolgung, insbesondere in schweren Fällen, wie organisierter Kriminalität und Terrorismus, darstellten. Deswegen müsse gewährleistet werden, dass diese Daten den Strafverfolgungsbehörden für einen bestimmten Zeitraum zur Verfügung stehen. Wegen neuer Geschäftsmodelle wie Pauschaltarifen, Prepaid- und Gratisdiensten würden Verkehrsdaten von den Betreibern nicht in demselben Umfang gespeichert wie in früheren Jahren. Dies erschwere den Behörden die Erfüllung ihrer Pflichten im Zusammenhang mit der Verhütung und Bekämpfung der organisierten Kriminalität und des Terrorismus. Straftäter könnten miteinander kommunizieren, ohne befürchten zu müssen, dass die Strafverfolgungsbehörden ihnen durch Auswertung der Daten auf die Spur kommen.
Konkret wird argumentiert, bei der Aufklärung der Anschläge von Madrid im Jahr 2004 etwa hätten Telekommunikationsdaten einen entscheidenden Beitrag geleistet. Zum Schutz des Lebens potenzieller Opfer von Terroranschlägen und anderer Straftaten müssten alle verfügbaren Mittel ausgeschöpft werden. Auch zur Bekämpfung von Kindesmissbrauch, organisierter Kriminalität, Rechtsradikalismus und Phishing sei eine Vorratsdatenspeicherung erforderlich.
Basierend auf Zahlen des deutschen Bundeskriminalamts würde sich die Aufklärungsquote im besten Fall um 0,006 Prozentpunkte erhöhen, siehe Darstellung unter „Unverhältnismäßig geringer Nutzen“.
Des Weiteren zeigt eine Studie des Max-Planck-Instituts für ausländisches und internationales Strafrecht, „dass sich der Wegfall der Vorratsdatenspeicherung nicht als Ursache für Bewegungen in der Aufklärungsquote abbilden lässt.“

## IP-Vorratsdatenspeicherung
Die IP-Vorratsdatenspeicherung stellt eine Variante der Vorratsdatenspeicherung dar. Gespeichert wird, zu welcher Zeit welche IP-Adresse für einen Internetanschluss verwendet wird. Es wird nicht gespeichert, wer wen wann angerufen hat oder eine E-Mail geschrieben hat, oder an welchem Standort er sich wann befand.
Den Behörden ist es möglich, den Internetanschluss einem Nutzeraccount auf einer Website wie z. B. Facebook zuzuordnen (sofern die rechtlichen Voraussetzungen gegeben sind, was durch die Kombination der Vorratsdatenspeicherung mit anderen Gesetzen möglich ist). Dafür wird die Zuordnung zwischen der IP-Adresse des Nutzers und dem Nutzeraccount vom Betreiber der Website an die Behörden gemeldet. Die IP-Adresse wird dann mit den Daten aus der Vorratsdatenspeicherung verknüpft. Die Zuordnung zu einer Einzelperson wird dadurch nicht sichergestellt.
Zum Diskurs in Deutschland siehe: Vorratsdatenspeicherung in Deutschland#IP-Vorratsdatenspeicherung

## Umsetzung

### Europäische Union

#### Entstehungsgeschichte
In der Charta der Grundrechte der Europäischen Union lautet Artikel 7: „Jede Person hat das Recht auf die Achtung ihrer Kommunikation.“ und Artikel 8: „Jede Person hat das Recht auf Schutz der sie betreffenden personenbezogenen Daten.“
Lange wurde darüber diskutiert, ob und inwieweit der Rat der Europäischen Union die Mitgliedstaaten durch einen Rahmenbeschluss zur Vorratsspeicherung von Telekommunikationsdaten verpflichten kann (wofür es nicht die erforderliche Einstimmigkeit in der EU gab) oder ob ein derartiger Beschluss der Zustimmung des Europäischen Parlaments bedarf, beispielsweise über eine EG-Richtlinie.
Am 14. Dezember 2005 stimmte das Europäische Parlament mit 378 Stimmen bei 197 Gegenstimmen und 30 Enthaltungen für die umstrittene Richtlinie zur Vorratsdatenspeicherung. Für den Entwurf stimmten mehrheitlich die beiden größten Fraktionen der Christdemokraten und Konservativen (EVP-ED) bei 39 Gegenstimmten und 10 Enthaltungen sowie der Sozialisten (SPE) bei 24 Gegenstimmen und 2 Enthaltungen. Die Fraktionen von Grünen und Freier europäischer Allianz (Grüne/EFA) sowie Linker und nordischer Grüner Linken (GUE/NGL) stimmten dagegen, während aus der Fraktion der Liberalen und Demokraten (ALDE) 25 Abgeordnete für und 37 gegen den Entwurf stimmten. Zwischen Vorstellung des Richtlinienentwurfs und der entscheidenden Lesung lagen nur drei Monate, womit es das bis dahin schnellste Gesetzgebungsverfahren in der EU-Geschichte war. Kritiker bemängelten eine fehlende Debattiermöglichkeit.
Die Richtlinie wurde damit begründet, dass unterschiedliche Vorschriften in den Mitgliedstaaten in Bezug auf die Vorratsspeicherung von Verkehrsdaten den Binnenmarkt für elektronische Kommunikationsdienste behinderten, da die Diensteanbieter von Land zu Land mit unterschiedlichen Anforderungen konfrontiert seien.
Zum Beleg der Verhältnismäßigkeit der Vorratsdatenspeicherung wurde ihr eingeschränkter Anwendungsbereich angeführt. Inhalte der Telekommunikation würden nicht erfasst. Bewegungsprofile würden nicht erstellt. Verbindungsdaten würden bereits vor der Verabschiedung zu Abrechnungszwecken gespeichert. Der staatliche Zugriff auf die Daten erfolge nur im Einzelfall und unterliege hohen Voraussetzungen.
Am 21. Februar 2006 stimmte der Rat ohne weitere Aussprache durch die Innen- und Justizminister mehrheitlich für die Richtlinie; die Vertreter Irlands und der Slowakei stimmten gegen die Richtlinie. Gegner dieser Entscheidung wie der irische Justizminister bezweifelten die Rechtsgrundlage; Irland reichte am 6. Juli 2006 gegen die Richtlinie Klage (Az. C-301/06) vor dem Europäischen Gerichtshof ein. Zur Begründung gab Irland an, die Vorratsdatenspeicherung diene einer verbesserten Strafverfolgung und dürfe deswegen nicht im Wege einer EG-Richtlinie beschlossen werden. Am 10. Februar 2009 wies der Europäische Gerichtshof die Klage ab. Es sei die richtige Rechtsgrundlage gewählt worden, weil die Richtlinie schwerpunktmäßig dazu diene, die Anbieter vor unterschiedlichen Speicherpflichten innerhalb der EU zu schützen. In seinem Urteil stellt der Gerichtshof jedoch klar, „dass sich die von Irland erhobene Klage allein auf die Wahl der Rechtsgrundlage bezieht und nicht auf eine eventuelle Verletzung der Grundrechte als Folge von mit der Richtlinie 2006/24 verbundenen Eingriffen in das Recht auf Privatsphäre.“
2010 kündigte der irische High Court an, dem EuGH die Frage vorzulegen, ob die Vorratsdatenspeicherung mit den EU-Grundrechten vereinbar sei.
Deutsche Politiker verwiesen oft darauf, dass Deutschland in den Verhandlungen über die Richtlinie erhebliche Verbesserungen gegenüber dem ursprünglichen Entwurf ausgehandelt habe. Dies betreffe die Punkte Mindestspeicherfrist, erfolglose Anrufversuche und Standortdaten. Die Zustimmung zu dem letztlich beschlossenen Kompromissvorschlag sei erforderlich gewesen, um weitergehende Speicherpflichten zu verhindern. Zur Umsetzung der Richtlinie sei Deutschland nun verpflichtet. Die Nichtigkeitsklage Irlands beseitige die Umsetzungspflicht nicht. Bei der Umsetzung sei Deutschland über die Mindestanforderungen der Richtlinie nicht hinausgegangen.
Im Juni 2013 wurde durch Enthüllungen des US-Bürgers Edward Snowden bekannt, dass die USA ein riesiges Abhörsystem namens PRISM und Großbritannien eines namens Tempora betreibt. Vorher war das System Echelon bekannt gewesen.
Der EuGH verhandelte am 9. Juli 2013 über die Vorratsdatenspeicherung; Irland und Österreich hatten ihm Fragen vorgelegt. Der EuGH hat den Beteiligten, u. a. der EU-Kommission, vorab ungewöhnlich scharfe Fragen vorgelegt. Die Süddeutsche Zeitung (SZ) meldete am 26. Juni 2013, dass ihr die Fragen vorlägen.

#### Aufhebung der Richtlinie durch den Europäischen Gerichtshof (2014)
Der Europäische Gerichtshof (EuGH, Große Kammer) hat mit Urteil vom 8. April 2014, C-293/12 und C-594/12 die Vorratsdatenspeicherungs-Richtlinie (2006/24/EG) wegen Verstoßes gegen das in der Europäischen Grundrechtecharta (GRC) normierte Grundrecht auf Achtung des Privat- und Familienlebens (Art 7 GRC), des Grundrechts auf Schutz der personenbezogenen Daten (Art 8 GRC) und wegen Verstoßes gegen das Prinzip der Verhältnismäßigkeit (Art 52 GRC) als rechtswidrig aufgehoben.
Der Schutz des Grundrechts auf Achtung des Privatlebens verlangt, dass sich aufgrund der Verhältnismäßigkeitsprinzips die Ausnahmen vom Schutz personenbezogener Daten und dessen Einschränkung auf das absolut Notwendige beschränken müssen (Rn 52). Der Schutz personenbezogener Daten ist für das Grundrecht auf Achtung des Privatlebens von essentieller Bedeutung. Die Unionsregelung über die Vorratsdatenspeicherung muss klare und präzise Regeln über die Tragweite und Anwendung der fraglichen Maßnahme vorsehen und einen wirksamen Schutz der personenbezogenen Daten vor Missbrauch, unberechtigten Zugang und unberechtigter Nutzung sicherstellen.
Diese Erfordernisse in Bezug auf die Verhältnismäßigkeit wurden von der Vorratsdatenspeicherungs-RL nicht erfüllt. Zum einen gab es keine wie auch immer geartete Einschränkung des Personenkreises, dessen Daten gespeichert werden sollten, zum anderen sah die Vorratsdatenspeicherungs-RL in Bezug auf die Verwendung der Daten keine Einschränkung auf konkrete besonders schwere Straftaten, die einen Eingriff in die betroffenen Grundrechte rechtfertigen könnten, vor. Sie überließ deren Festlegung vielmehr den nationalen Regelungen der Mitgliedstaaten. Weder wurde die Anzahl der Personen, mit Zugang zu den auf Vorrat gespeicherten Daten, auf das absolut Notwendige beschränkt, noch erforderte dieser Zugang eine Genehmigung durch ein unabhängiges Gericht. Weiter gewährleistete die Vorratsdatenspeicherungs-RL nicht, dass die Daten nach Ablauf der Speicherfrist unwiderruflich gelöscht würden (Rn 67) und sie gewährleistete auch nicht, dass die Vorratsdaten im Unionsgebiet gespeichert werden müssten, was alleine eine effektive Kontrolle der durch die Richtlinie angeordneten Datensicherheitsmaßnahmen gewährleistete (Rn 68).
Der EuGH kam zum Schluss, dass der Unionsgesetzgeber beim Erlass der Vorratsdatenspeicherungs-RL (2006/24/EG) die Grenzen überschritten hatte, die er zur Wahrung des Grundsatzes der Verhältnismäßigkeit in Bezug auf den Eingriff in das Grundrecht auf Achtung des Privat- und Familienlebens und des Grundrechts auf Schutz der personenbezogenen Daten einhalten musste.
Die Aufhebung der Vorratsdatenspeicherungs-RL wirkte unmittelbar im gesamten Gebiet der Europäischen Union, aber die Geltung der nationalen Umsetzungsgesetze blieb davon unberührt.
Laut Arbeitskreis Vorratsdatenspeicherung hatte der Juristische Dienst des EU-Rates den EU-Justizministern in nicht-öffentlicher Ratssitzung am 6./7. Juni 2014 mitgeteilt, dass die Ausführungen des Europäischen Gerichtshofs in Ziffer 59 seines Urteils zur Vorratsdatenspeicherung „nahe legen, dass eine allgemeine, voraussetzungslose Speicherung von Daten künftig nicht mehr möglich ist“. Auch ein Rechtsgutachten im Auftrag der Grünen-Europafraktion kam zu dem Ergebnis, dass nach dem Urteil eine allgemeine und unterschiedslose Vorratsdatenspeicherung unzulässig sei. Dies gelte auch für nationale Gesetze zur Vorratsspeicherung von Telekommunikationsdaten sowie für EU-Maßnahmen zur Vorratsspeicherung von Fluggastdaten, Zahlungsdaten und Fingerabdrücken.

#### Kehrtwende des EuGH (2024)
Mit Urteil vom 30. April 2024 hat der Europäische Gerichtshof seine bisher restriktive Linie der Vorratsdatenspeicherung aufgegeben und erstmals grünes Licht für ein System der Speicherung von Vorratsdaten in allgemeinen Fällen der Strafverfolgung gegeben. Zumindest IP-Adressen könnten so anlasslos zur Verfolgung jeglicher Kriminalität gespeichert werden.

### Bulgarien
In Bulgarien sollte 2005 die Vorratsdatenspeicherung auch bei kleinen Vergehen genutzt werden können und das Innenministerium direkten Zugriff auf die Daten erhalten. Die EU-Richtlinie verlangt nur eine Beschränkung des Zugriffs auf die Verfolgung „schwerer Straftaten“.

### Deutschland
Nach früherem Recht mussten die Anbieter die Verkehrsdaten nach Beendigung der Verbindung unverzüglich löschen, es sei denn, sie benötigen die Daten zu Abrechnungszwecken. Zu Abrechnungszwecken nicht erforderlich sind beispielsweise Standortdaten, IP-Adressen im Falle von Flatrates und E-Mail-Verbindungsdaten. Abrechnungsdaten waren bis 2007 auf Wunsch des Kunden mit Rechnungsversand zu löschen. Durch die Benutzung von Pauschaltarifen kann eine Speicherung zudem bisher gänzlich vermieden werden. In einem Urteil vom 7. Dezember 2005 hat das Landgericht Darmstadt T-Online eine über die Dauer der Verbindung hinausgehende Speicherung der Verkehrsdaten verboten. Der Bundesdatenschutzbeauftragte setzte daraufhin durch, dass IP-Adressen – je nach Anbieter – nicht mehr oder maximal sieben Tage lang gespeichert werden, wie eine Übersicht des Arbeitskreises Vorratsdatenspeicherung zeigt.
Der 15. Deutsche Bundestag lehnte in einem am 17. Februar 2005 gefassten Beschluss eine Mindestspeicherfrist und damit die anlasslose Speicherung von Verkehrsdaten auf Vorrat ausdrücklich ab. Er forderte die Bundesregierung auf, sich auch auf EU-Ebene in diesem Sinne zu verhalten.
Dagegen forderte der 16. Deutsche Bundestag am 15. Februar 2006 die Bundesregierung auf, den sogenannten Kompromissvorschlag für eine EU-Richtlinie zur Vorratsdatenspeicherung im Rat der Europäischen Union zu unterstützen. Der Beschluss wurde mit den Stimmen der Großen Koalition aus CDU, CSU und SPD gegen die Stimmen von FDP, Die Linke und Bündnis 90/Die Grünen gefasst.
Mit der EU-Richtlinie 2006/24/EG wurden 2006 alle EU-Mitgliedsstaaten verpflichtet, Vorratsdatenspeicherungen einzuführen. In Deutschland wurde dafür am 9. November 2007 das von der großen Koalition eingebrachte Gesetz zur Neuregelung der Telekommunikationsüberwachung und anderer verdeckter Ermittlungsmaßnahmen sowie zur Umsetzung der Richtlinie 2006/24/EG vom Bundestag angenommen und für Anfang 2008 in Kraft gesetzt.
Auf Massenklagen hin erklärte das deutsche Bundesverfassungsgericht die deutschen Vorschriften zur Vorratsdatenspeicherung mit Urteil vom 2. März 2010 für verfassungswidrig und nichtig. Das Urteil verpflichtete deutsche Telekommunikationsanbieter zur sofortigen Löschung der bis dahin gesammelten Daten. Zur Begründung gab das Gericht an, dass das Gesetz unzulässig in den Schutzbereich des Artikel 10 des Grundgesetzes für die Bundesrepublik Deutschland (Telekommunikationsgeheimnis) eingreife, weil es keine konkreten Maßnahmen zur Datensicherheit vorsehe und zudem die Hürden für staatliche Zugriffe auf die Daten zu niedrig seien.
Mit Urteil vom 8. April 2014 erklärte der Europäische Gerichtshof (EuGH) die EU-Richtlinie zur Vorratsdatenspeicherung für ungültig, da sie mit der Charta der Grundrechte der Europäischen Union nicht vereinbar sei.
Ein neues Gesetz zur Vorratsdatenspeicherung wurde in Deutschland im Oktober 2015 verabschiedet und ist am 18. Dezember 2015 in Kraft getreten. Die wieder eingeführten Speicherpflichten sind spätestens ab 1. Juli 2017 zu erfüllen (§ 150 Abs. 13 TKG). Gegen dieses Gesetz wurden wiederum Verfassungsbeschwerden erhoben. Das Bundesverfassungsgericht hat den Erlass einstweiliger Anordnungen hierzu abgelehnt.
Am 21. Dezember 2016 bekräftigte der Europäische Gerichtshof, dass das Verbot der allgemeinen und unterschiedslosen Vorratsdatenspeicherung auch für nationale Regelungen gilt. Das Oberverwaltungsgericht des Landes Nordrhein-Westfalen stellte mit Beschluss vom 22. Juni 2017 fest, dass die gesetzlichen Regelungen zur Vorratsdatenspeicherung in Deutschland gegen EU-Recht verstoßen. Darauf wurde durch die Bundesnetzagentur die Vorratsdatenspeicherung „faktisch ausgesetzt“, indem von Anordnungen und Bußgeldverfahren wegen Nichtumsetzung der Speicherpflicht abgesehen wird. Nach Sprungrevision zum Bundesverwaltungsgericht hat dieses das Verfahren dem EuGH zur Entscheidung vorgelegt.
Am 10. Dezember 2015 wurde das Gesetz zur Einführung einer Speicherpflicht und einer Höchstspeicherfrist für Verkehrsdaten erlassen. Die enthaltenen Gesetzesänderungen wirken seit dem 18. Dezember 2015.
Das „Gesetz zur Neuregelung der Telekommunikationsüberwachung und anderer verdeckter Ermittlungsmaßnahmen sowie zur Umsetzung der Richtlinie 2006/24/EG“ regelte vom 1. Januar 2008 bis zum 2. März 2010 die Vorratsdatenspeicherung.

### Frankreich
In Frankreich wurde die Vorratsdatenspeicherung mit 12-monatiger Speicherung im Rahmen der Gesetze zur Terrorismusbekämpfung am 23. Januar 2006 eingeführt.

### Irland
In Irland wurde gegen die Einführung der Vorratsdatenspeicherung seitens der irischen Bürgerrechtsorganisation Digital Rights geklagt. Der irische Verfassungsgerichtshof legte das Verfahren dem Europäischen Gerichtshof vor.

### Niederlande
In den Niederlanden wurde zunächst von der Regierung eine anderthalbjährige Speicherung der Verbindungsdaten vorgeschlagen. Das Parlament entschied sich 2008 jedoch, nach Absprache mit Strafverfolgungsbehörden und Forschern der Erasmus-Universität, für eine einjährige Speicherdauer. 2011 wurde eine Herabsetzung der Speicherdauer auf sechs Monate beschlossen. Der Senat kritisierte die Vorratsdatenspeicherung außerdem grundsätzlich. Am 11. März 2015 setzte ein Gericht in Den Haag das niederländische Gesetz zur Vorratsdatenspeicherung vorerst außer Kraft.

### Österreich

#### Vertragsverletzungsverfahren wegen verspäteter Umsetzung, 2010
Österreich wurde Ende Juli 2010 wegen der Nichtumsetzung der EU-Richtlinie von 2006 verurteilt. Deshalb drohte im Vertragsverletzungsverfahren mit der EU eine Strafe im Millionen-Euro-Bereich. Am 29. April 2011 wurde vom Nationalrat die Einführung der Vorratsdatenspeicherung zum 1. April 2012 beschlossen. Der Bundesrat bestätigte am 12. Mai 2011 das entsprechende Bundesgesetz zur Änderung des Telekommunikationsgesetzes 2003 (TKG 2003).

#### Aufhebung durch den Verfassungsgerichtshof, 2014
Beim Verfassungsgerichtshof wurden drei Anträge anhängig gemacht, die auf Aufhebung von Teilen des Telekommunikationsgesetzes betreffend die Vorratsdatenspeicherung abzielen. Die Antragsteller (die Kärntner Landesregierung, ein Angestellter eines Telekommunikationsunternehmens sowie über 11.000 Privatpersonen) sehen neben der österreichischen Bundesverfassung auch die EU-Grundrechtecharta verletzt.
Der VfGH teilte die Bedenken und beschloss am 28. November 2012 dem EuGH eine Reihe von Fragen betreffend der Zulässigkeit der Vorratsdatenspeicherung und Auslegung des durch die EU garantierten Datenschutzrechts vorzulegen.
Am 8. April 2014 erklärte der Europäische Gerichtshof die EU-Richtlinie zur Vorratsdatenspeicherung aufgrund des Antrags des österreichischen Verfassungsgerichtshofes für ungültig.
Nachdem der EuGH die Richtlinie zur Speicherung von Vorratsdaten ablehnte, kippte der Verfassungsgerichtshof in Österreich die nationale Umsetzung am 27. Juni 2014. Eine Frist zur Reparatur wurde nicht gewährt. Die Aufhebung trat mit Kundmachung der Aufhebung in Kraft, die unverzüglich durch den Bundeskanzler erfolgte. Der Verfassungsgerichtshof begründete seine Entscheidung G 47/2012 damit, dass ein so gravierender Grundrechtseingriff so gestaltet sein muss, dass er mit dem Datenschutzgesetz und der Europäischen Menschenrechtskonvention im Einklang steht.

#### Geltendes Recht, 2018
In § 99 Telekommunikationsgesetz 2003 (TKG 2003) ist die sog. Rufdatenrückerfassung geregelt, die in Verbindung mit der Strafprozeßordnung (StPO), dem Sicherheitspolizeigesetz (SPG) und dem Polizeilichen Staatsschutzgesetz (PStSG) in bestimmten Fällen zur Bekanntgabe bereits existierender und rechtmäßig gespeicherter Daten durch den Telekommunikationsdiensteanbieter und deren nachträgliche Auswertung durch die Strafverfolgungsbehörden ermächtigt.

### Rumänien
In Rumänien wurde 2009 ein Gesetz zur sechsmonatigen Vorratsdatenspeicherung vom Verfassungsgericht aufgehoben. In dem Urteil des rumänischen Verfassungsgerichtshof heißt es, eine verdachtslose Vorratsdatenspeicherung drohe die Unschuldsvermutung „auszuhebeln“, erkläre die gesamte Bevölkerung zu potenziellen Straftätern, erscheine „exzessiv“ und verstoße gegen Art. 8 Europäische Menschenrechtskonvention.

### Schweden
Die schwedische Regierung weigerte sich ursprünglich, ein Gesetz zu erlassen, welches die Vorratsdatenspeicherung in nationales Recht umsetzt. Daher wurde das Land am 4. Februar 2010 vom Europäischen Gerichtshof verurteilt. Anfang 2011 legte die Regierung einen Gesetzentwurf zur Einführung einer Vorratsdatenspeicherung vor. Das Parlament beschloss jedoch, die Entscheidung um ein Jahr hinauszuschieben. Am 21. März 2012 verabschiedete der schwedische Reichstag ein Gesetz zur sechsmonatigen Vorratsdatenspeicherung. Das früheste bekannte Datum ihrer Einführung war der 1. Mai 2012.

### Schweiz
Am 1. Januar 2002 traten Bundesgesetz (BÜPF) und Verordnung (VÜPF) betreffend Überwachung des Post- und Fernmeldeverkehrs in Kraft. Im April 2002 hat der Dienst für Besondere Aufgaben (DBA) des Eidgenössischen Departements für Umwelt, Verkehr, Energie und Kommunikation (UVEK) technische Vorschriften zur Überwachung des Fernmeldeverkehrs erlassen, die bis 1. April 2004 umgesetzt werden mussten. Mit der Einführung des BÜPF ging die Zuständigkeit zum Dienst Überwachung Post- und Fernmeldeverkehr (Dienst ÜPF) im Eidgenössisches Justiz und Polizeidepartement EJPD über.
Aufgrund der Vorratsdaten von Nationalrat Balthasar Glättli veröffentlichte die Digitale Gesellschaft Ende April 2014 eine Visualisierung über sechs Monate Überwachung mittels Vorratsdatenspeicherung.
Die Digitale Gesellschaft verlangte beim zuständigen Dienst Überwachung Post- und Fernmeldeverkehr (Dienst ÜPF) die Unterlassung der Vorratsdatenspeicherung in der Schweiz. Dieses Gesuch wurde am 30. Juni 2014 abgelehnt. In der Folge reichte die Digitale Gesellschaft am 2. September 2014 eine Beschwerde am Bundesverwaltungsgericht ein. Auch diese Beschwerde wurde mit Urteil vom 9. November 2016 abgewiesen: Der Eingriff in die Vertraulichkeit der Kommunikation und die informationelle Selbstbestimmung sei im BÜPF vorgesehen, durch das öffentliche Interesse gerechtfertigt und angesichts der Schutzmechanismen im Datenschutzgesetz verhältnismäßig. Die daraufhin eingelegte Beschwerde wies das Bundesgericht mit Urteil vom 2. März 2018 ab.

#### Mobiltelefonie
Alle Mobiltelefoniebetreiber müssen gemäß BÜPF und VÜPF folgende Daten während sechs Monaten speichern und dem Dienst ÜPF zur Verfügung stellen:
1. Rufnummern der abgehenden und ankommenden Kommunikationen
2. SIM- (Subscriber Identity Module), IMSI- (International Mobile Subscribers Identity) und IMEI-Nummer (International Mobile Equipment Identity)
3. „den Standort und die Hauptstrahlrichtung der Antenne der Mobiltelefonie mit der die Fernmeldeanlage der überwachten Person zum Zeitpunkt der Kommunikation verbunden ist“
4. Datum, Zeit und Dauer der Verbindung

Damit werden sowohl Handy-Telefonnummer als auch die Gerätenummer auf Vorrat gespeichert.
Seit dem 1. November 2004 besteht für alle Benutzer von Prepaid-Karten, welche nach dem 1. November 2002 in Betrieb genommen worden sind, eine Registrierungspflicht. Adressänderungen und die Weitergabe von SIM-Karten sind nicht meldepflichtig.

#### E-Mail
Alle Internet-Service-Provider müssen gemäß VÜPF sechs Monate aufbewahren:
1. Art des Anschlusses oder der Verbindung (Telefon, xDSL, Cable, Standleitung etc.) und, soweit bekannt, AAA-Informationen (ohne Passwörter[66]), Adressierungselemente des Ursprungs (MAC-Adressen, Telefon-Nummern), Name, Adresse und Beruf des Teilnehmers und Zeitpunkt von Beginn und Ende der Verbindung
2. Zeitpunkt von Versand oder Empfang einer E-Mail, die Umschlaginformationen gemäß SMTP-Protokoll und die IP-Adressen von sendenden und empfangenden E-Mail-Einrichtungen.

Unter den E-Mail-Einrichtungen sind SMTP-, POP3-, IMAP4, Webmail- und Remail-Server und unter den Zugangseinrichtungen Dialup-, RAS-, DHCP-Dienste etc. zu verstehen. Der reine SMTP- oder POP3-Verkehr muss dabei nicht aufgezeichnet werden. Wenn also diese Dienste lokal, im Ausland, bei einer Firma oder einer Organisation betrieben, bezogen oder vom ISP nur transportiert werden, fallen keine Daten im Sinne des BÜPFs an.
Die Digitale Gesellschaft hat im Rahmen ihrer Beschwerde gegen die Vorratsdatenspeicherung die erhobenen Datentypen detaillierter aufgearbeitet und auch den zugrundeliegenden Straftatenkatalog analysiert.

### Tschechien
In Tschechien hat das Verfassungsgericht das Gesetz zur Vorratsdatenspeicherung als verfassungswidrig erklärt und aufgehoben. Es widerspricht laut den Richtern dem Recht auf Privatsphäre und dem Recht auf informationelle Selbstbestimmung. Laut Urteilsbegründung bestünden grundsätzliche Zweifel, „ob eine unterschiedslose und vorsorgliche Speicherung von Verkehrs- und Standortdaten nahezu jeder elektronischer Kommunikation im Hinblick auf die Intensität des Eingriffs und die Vielzahl der privaten Nutzer elektronischer Kommunikation erforderlich und verhältnismäßig ist.“ Das Gericht zeigte sich nicht davon überzeugt, dass eine Vorratsspeicherung der Daten unverdächtiger Bürger überhaupt ein „wirksames Mittel“ ist, um gegen schwere Straftaten vorzugehen.

### Ungarn
In Ungarn trat das Gesetz zur Vorratsdatenspeicherung am 15. März 2008 in Kraft. Ermittler dürfen ohne Angabe von Zwecken auf die Daten zugreifen, obwohl die EU-Richtlinie eine Beschränkung des Zugriffs auf die Verfolgung „schwerer Straftaten“ verlangte. Die „Hungarian Civil Liberties Union“ (Társaság a Szabadságjogokért) hat am 2. Juni 2008 eine Verfassungsbeschwerde gegen das ungarische Gesetz eingelegt.

### Vereinigtes Königreich
Im Vereinigten Königreich werden die Vorratsdaten zwölf Monate lang gespeichert. 2009 gab es Pläne, wonach die Speicherung auch auf soziale Netzwerke wie Facebook oder Myspace ausgeweitet werden sollte.
2010 vereinbarte die neue Regierung aus Konservativen und Liberaldemokraten, die „Speicherung von Internet- und E-Mail-Protokollen ohne begründeten Anlass“ zu „stoppen“.
Im Juli 2014 wurde die Vorratsdatenspeicherung im Data Retention and Investigatory Powers Act erneut beschlossen.

### Vereinigten Staaten
In den Vereinigten Staaten ist die Vorratsdatenspeicherung nach dem Terroranschlag in New York City im Jahre 2001 durch den US-amerikanischen Geheimdienst NSA eingeführt worden. Im Zuge des NSA-Skandals und der Enthüllungen durch Edward Snowden im Jahre 2013 wird die massenhafte Speicherung von Telefondaten in den Vereinigten Staaten zunehmend in der Öffentlichkeit kritisch bewertet. Ein US-amerikanisches Bundesgericht in Washington hielt im Dezember 2013 die massenhafte, verdachtslose Speicherung von Telefondaten ohne Richtervorbehalt für verfassungswidrig.

## Kritik
Datenschützer, Verfassungsrechtler, Parteien und Vertreter verschiedener Berufsgruppen stellen Sinn und Verhältnismäßigkeit einer Vorratsdatenspeicherung in Frage, sie weise den Weg Richtung Überwachungsstaat: Wenn man sich nicht sicher sein könne, frei kommunizieren zu können, leide darunter die Zivilgesellschaft, und Bürger würden vor politischen Äußerungen im Internet zurückschrecken. Anonyme Seelsorge- und Beratungsdienste seien ebenso gefährdet, da weniger Menschen es wagen würden, diese Dienste zu nutzen.

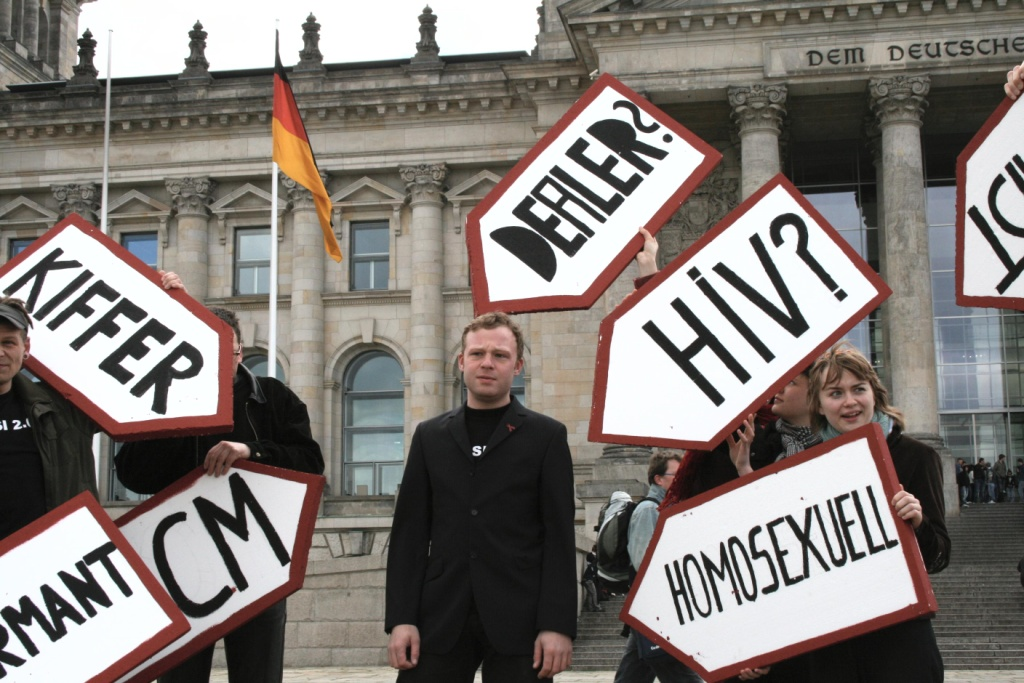
Plakative Offenlegung sensibler Informationen

Eine schrittweise Ausweitung über den „Kampf gegen den Terror“ hinaus auf minderschwere Delikte sei abzusehen, wie etwa das Beispiel der Diskussionen um den genetischen Fingerabdruck zuvor gezeigt habe. Der Deutsche Journalisten-Verband sieht die Pressefreiheit und den Informantenschutz in Gefahr, wie er in einer Mitteilung vom 22. Februar 2006 in Reaktion auf die Verabschiedung der EU-Richtlinie ausführt.
Viele Kritiker betrachten deshalb das einzelfallbezogene Quick-Freeze-Verfahren als eine rechtsstaatlich unbedenklichere Alternative zur allgemeinen Vorratsdatenspeicherung. Allerdings ist zu beachten, dass durch eine entsprechende Anordnung Daten nur dann „eingefroren“ werden können, wenn diese überhaupt beim Betreiber vorhanden, d. h. gespeichert, sind. Erfährt die Polizei erst nach Wochen oder Monaten (durch Strafanzeige oder von Amts wegen) von einer begangenen Tat, sind diese Daten in der Regel nicht mehr verfügbar, da die Netzbetreiber ohne eine Vorratsdatenspeicherpflicht diese Daten aus rechtlichen Gründen nicht mehr speichern durften.
Am internationalen Tag der Menschenrechte im Dezember 2013 schlossen sich 560 Schriftsteller aus 83 Ländern zu einem Aufruf „gegen die Gefahren der systematischen Massenüberwachung“ im Rahmen der Kampagne „StopWatchingUs“ zusammen. 32 renommierte Zeitungen in aller Welt dokumentierten den Appell der Schriftsteller, unter denen fünf Literaturnobelpreisträger sind.

### Unverhältnismäßig geringer Nutzen
Die Speicherung von Verkehrsdaten sei notwendigerweise vergangenheitsbezogen und könne daher im Wesentlichen nur der nachträglichen Aufklärung bereits begangener Straftaten dienen. Eine abschreckende Wirkung durch ein höheres Entdeckungsrisiko sei nicht nachweisbar und in Staaten, in denen eine Vorratsspeicherung erfolge, nicht zu beobachten. Unter Berücksichtigung der vielfältigen Umgehungsmöglichkeiten, die vor allem von professionellen Straftätern genutzt würden (zum Beispiel Nutzung von Telefonzellen, fremder Mobiltelefone, Internetcafés), könne eine Vorratsdatenspeicherung nur in wenigen und regelmäßig wenig bedeutenden Einzelfällen von Nutzen sein. Ein Einfluss auf das Kriminalitätsniveau insgesamt sei in der Praxis nicht zu beobachten. Die Eignung zur Bekämpfung organisierter Kriminalität oder zur Verhütung terroristischer Anschläge sei von „äußerst gering“ bis „nicht gegeben“ einzuschätzen. Durch eine Vorratsdatenspeicherung hätten weder die Anschläge am 11. September 2001 noch die Attentate in Großbritannien im Juli 2005 noch die geplanten Anschläge in deutschen Zügen 2006 verhindert werden können.
Das Max-Planck-Institut für ausländisches und internationales Strafrecht hat in einer Untersuchung aus dem Jahr 2007 für die ohne Vorratsspeicherung verfügbaren Kommunikationsdaten festgestellt: „Doch weist die Aktenanalyse selbst unter den heutigen rechtlichen Bedingungen nur für etwa 2 % der Abfragen nach, dass sie wegen Löschungen ins Leere gehen.“ In einer Studie des Bundeskriminalamts vom November 2005 wurden 381 Straftaten vor allem aus den Bereichen Internetbetrug, Austausch von Kinderpornografie und Diebstahl erfasst, die in den vergangenen Jahren wegen fehlender Telekommunikationsdaten nicht aufgeklärt werden konnten. Diesen 381 Fällen stehen jährlich 6,4 Millionen Straftaten gegenüber, von denen laut Kriminalstatistik Jahr für Jahr 2,8 Millionen unaufgeklärt bleiben. Einer Stellungnahme des Arbeitskreises Vorratsdatenspeicherung zufolge ließe sich die durchschnittliche Aufklärungsquote demnach „von bisher 55 % im besten Fall auf 55,006 % erhöhen“. Vor diesem Hintergrund sei nicht einzusehen, warum gerade die Nutzer von (Mobil-)Telefon und Internet überwacht werden sollten, zumal die Aufklärungsquote in diesem Bereich schon ohne Vorratsdatenspeicherung überdurchschnittlich hoch sei. Während die durchschnittliche Aufklärungsquote 2006 bei 55,4 % lag, werden im Bereich mittels Telekommunikation begangener Straftaten schon ohne Vorratsdatenspeicherung 78,5 % der Fälle von Verbreitung pornographischer Schriften via Internet, 86 % der Fälle von Internetbetrug und 85,5 % der Straftaten gegen Urheberrechtsbestimmungen im Internet aufgeklärt.
Eine Auswertung der deutschen Kriminalstatistik 2009 ergab, dass eine Vorratsdatenspeicherung weder von Straftaten abschreckt noch den Anteil der aufgeklärten Straftaten erhöht. Aktivisten des Arbeitskreises Vorratsdatenspeicherung bezeichnen sie daher als überflüssig. Eine Auswertung der deutschen Kriminalstatistik 2010 durch den Arbeitskreis Vorratsdatenspeicherung ergab, dass in Deutschland auch nach dem Ende der Vorratsdatenspeicherung 71 % aller bekannten Internetdelikte aufgeklärt wurden. Damit waren im Internet begangene Straftaten auch ohne Vorratsdatenspeicherung deutlich häufiger aufzuklären als außerhalb des Internets begangene Straftaten (55 %). Niedersachsens Innenminister Schünemann (CDU) erklärte am 29. Mai 2011 vor dem niedersächsischen Landtag: „Erhebliche Auswirkungen im Hinblick auf die Aufklärungsquote bei Straftaten, die im Zusammenhang mit dem Tatmittel Internet begangen wurden, sind für das Jahr 2010 nicht festzustellen.“
Eine Sachstandsanalyse des wissenschaftlichen Diensts des deutschen Bundestags (Az.: WD 7 3000 036/11) kommt zu dem Ergebnis, dass in der EU keine Hinweise existieren, dass eine verdachtsunabhängige Protokollierung von Nutzerspuren den Ermittlungsbehörden nachweislich in ihrer Arbeit hilft. Sie stellt fest, dass es in den Jahren 2005 bis 2010 in nur einem Land zu einer signifikanten Änderung der Aufklärungsquote gekommen war, wobei auch dies nicht auf die Vorratsdatenspeicherung zurückzuführen sei.
Ein Gutachten des Freiburger Max-Planck-Instituts für ausländisches und internationales Strafrecht, das vom deutschen Justizministerium in Auftrag gegeben wurde, kam zu dem Ergebnis, dass Vorratsdatenspeicherung keine Veränderungen in Aufklärungsraten verursacht. Laut dem 270 Seiten starken Bericht liefert die Statistik keinerlei Belege dafür, dass die Verhinderung oder Aufklärung von Straftaten durch den Wegfall der Speicherpflicht gelitten habe. Weder bei Tötungsdelikten und Raubüberfällen noch bei Kinderpornografie und Internetkriminalität konnten messbare Effekte durch die Vorratsdatenspeicherung nachgewiesen werden. Auch gibt es den Wissenschaftlern zufolge keinerlei Hinweise darauf, dass auf Vorrat gespeicherte Daten in den vergangenen Jahren zur Verhinderung eines islamistischen Terroranschlags geführt hätten.

### Missbrauchs- und Irrtumsrisiko
Telekommunikationsdaten hätten einerseits eine sehr hohe Aussagekraft und erlaubten Rückschlüsse über die gesamte Lebenssituation der Betroffenen, seien andererseits aber nicht eindeutig einer Person zuzuordnen. Deshalb entfalteten die Daten einerseits eine große Anziehungskraft auf Personen, die ihren Missbrauch beabsichtigen (siehe Überwachungsaffäre der Deutschen Telekom), könnten andererseits aber auch zu falschen Verdächtigungen führen. Auf Seiten des Staates sei eine Nutzung der Daten zum Vorgehen gegen politische Gegner und staatskritische oder sonst unliebsame Organisationen und Personen zu befürchten. Auch die Nutzung zur Wirtschaftsspionage durch ausländische Staaten sei zu befürchten. Ferner drohe ein Missbrauch durch Private, etwa durch kriminelle Erpresser oder Sensationsjournalisten. Diplom-Informatiker Hadmut Danisch sieht erhebliches Missbrauchspotential in einer Vorratsdatenspeicherung und schlägt daher in seinem Sachgutachten für die Bundesregierung ein Vieraugenprinzip von Staatsanwalt und Richter beim Richterlichen Beschluss vor, wie auch eine Herausgabe von Daten durch einen Internet Service Provider (ISP) ausschließlich an die Judikative – und nicht an die Polizei, also die Executive. Er bezeichnet die Vorratsdatenspeicherung als „Juristenfolklore“ und kritisiert die geringen IT-Kompetenzen von den Befürwortern einer „rechtssicheren Speicherung“, die es im Internet nicht geben könne.

### Verursachung von Hemmungen, Abschreckungswirkung
Das Wissen, dass das eigene Verhalten protokolliert wird und in Zukunft gegen den Kommunizierenden eingesetzt werden könnte, wirkt unter Umständen abschreckend.
So würde laut einer Forsa-Umfrage die Mehrheit der Befragten auf den Rat von Eheberatungsstellen, Psychotherapeuten oder Drogenberatungsstellen per Telefon oder E-Mail verzichten, wenn sie ihn benötigen würden. Jeder dreizehnte Befragte gab der Umfrage zufolge an, dass dieser Verzichtsfall in der Realität bereits einmal eingetreten sei.
Ferner könnten Whistleblower davon abgehalten werden, Missstände an die Presse, Behörden oder andere gesellschaftsregulierende Einrichtungen zu melden. Menschen könnten davon abgehalten werden, sich staatskritisch zu engagieren. Mittelbar gefährde dies die gesamte offene Gesellschaft, deren Funktionieren die unbefangene zwischenmenschliche Kommunikation und Mündigkeit der Bürger voraussetze.

### Kontraproduktive Wirkung
Eine Vorratsdatenspeicherung könne die Entwicklung und Verbreitung technischer Mittel zur Verschleierung elektronischer Spuren begünstigen. Dies könne eine Überwachung selbst in konkreten Verdachtsfällen vereiteln.
Ein Beispiel ist das Onion-Routing-Verfahren, angewandt z. B. durch einen Tor-Client, der zum privaten Internet-Zugang genutzt werden kann: damit wird der Datenverkehr verschlüsselt und zusätzlich Anonymität im Internet umgesetzt.
Im Übrigen kann unter Berücksichtigung der Informationsquellen und Kommunikationspartner durch die verdachtsunabhängige Vorratsdatenspeicherung auf das Verhalten und die Interessengebiete bestimmter Personen geschlossen werden.

### Wirtschaftliche Auswirkungen
Gesetzliche Vorgaben zur Vorratsdatenspeicherung verursachten bei den Netzbetreibern jährliche Betriebskosten (Investitions- und Unterhaltskosten) in schätzungsweise dreistelliger Millionenhöhe. Diesen Kosten stünden keine Einnahmen oder Vergünstigungen durch den Staat gegenüber, somit sei der Kostenträger der Vorratsdatenspeicherung allein der Telekommunikationskunde. Der Staat profitierte durch Mehrwertsteuermehreinnahmen für Kosten, die er selbst verursacht habe. Allerdings waren seitens der Provider bereits die entsprechenden erforderlichen Investitionskosten bei der Normierung der 2008 geregelten Verpflichtung zur Vorratsdatenspeicherung getätigt worden; zudem käme der Wirtschaft ein – von den Kritikern der Vorratsdatenspeicherung vorgeschlagenes – Quick-Freeze-Verfahren (s. o.) teurer.
Durch die unverhältnismäßig hohe Belastung der kleinen Anbieter ergäben sich erhebliche Wettbewerbsverzerrungen und direkte Wettbewerbsvorteile für die großen Netzbetreiber.
Des Weiteren hemme und verhindere die Vorratsdatenspeicherung die Entwicklung kostengünstiger Telekommunikationssysteme und somit Preissenkungen für den Verbraucher.
Ursprünglich war angedacht, die Daten, die aus Gründen der Rechnungslegung zum Nachweis der Verbindungen dienen, auch als Auskunft für Ermittlungen bei schweren Straftaten bereitzuhalten. Nun wurde die Datenspeicherung auf alle möglichen Dienste erweitert und Daten gespeichert, die dem Kunden vom Netzbetreiber nicht mitgeteilt werden. So hat es beim E-Mail-Verkehr noch nie Einzelverbindungsnachweise gegeben. Heute im Zeitalter der Flatrate benötigt man jedoch vom Netzbetreiber keine Verbindungsnachweise mehr. Aus Gründen der Vorratsdatenhaltung muss der Telekommunikationsbetreiber technische Komponenten (Hard- und Software) vorhalten, um die Erfassung der Verbindungsdaten zu ermöglichen. Ein Verzicht auf diese Aufzeichnungen würde die Prozesskosten des reinen Vermittlungsbetriebes und somit den Preis für eine Flatrate erheblich senken.

### Juristische Argumente

#### Verstoß gegen Europarecht
Die Richtlinie über die Vorratsdatenspeicherung sei wegen Verstoßes gegen die Gemeinschaftsgrundrechte und wegen fehlender Rechtsgrundlage nichtig. Der Europäische Gerichtshof habe in seinem Urteil vom 30. Mai 2006 zur Übermittlung von Fluggastdaten festgestellt, dass die Europäische Gemeinschaft für den Bereich der öffentlichen Sicherheit und der Strafverfolgung nicht zuständig sei. Eine Pflicht zur Umsetzung der Richtlinie über die Vorratsdatenspeicherung bestehe nicht, weil die europäischen Organe bei Erlass der Richtlinie ihre von den Mitgliedstaaten eingeräumten Kompetenzen überschritten hätten. Das Bundesverfassungsgericht habe in seinem Maastricht-Urteil entschieden, dass derartige Rechtsakte im deutschen Hoheitsbereich nicht verbindlich seien und die deutschen Staatsorgane aus verfassungsrechtlichen Gründen gehindert seien, diese Rechtsakte in Deutschland anzuwenden. Dabei komme es nicht darauf an, ob der Europäische Gerichtshof bereits über die Rechtmäßigkeit der Rechtsakte entschieden habe.
In einem Gutachten des Wissenschaftlichen Dienstes des Bundestags vom 3. August 2006 zur „Zulässigkeit der Vorratsdatenspeicherung nach europäischem und deutschem Recht“ heißt es: „Es bestehen Bedenken, ob die Richtlinie [über die Vorratsdatenspeicherung] in der beschlossenen Form mit dem Europarecht vereinbar ist. Dies betrifft zum einen die Wahl der Rechtsgrundlage, zum anderen die Vereinbarkeit mit den im Gemeinschaftsrecht anerkannten Grundrechten.“ Weiter sei „zweifelhaft, dass dem Gesetzgeber aufgrund der europarechtlichen Vorgaben eine verfassungsgemäße Umsetzung gelingen wird.“

#### Verstoß gegen die Europäische Menschenrechtskonvention
Mit Urteil vom 8. Oktober 2009 hat der Verfassungsgerichtshof Rumäniens (Curtea Constituţională a României) das rumänische Gesetz zur sechsmonatigen Vorratsspeicherung aller Verbindungs-, Standort- und Internetzugangsdaten als verfassungswidrig verworfen. In dem Urteil heißt es, die Erfassung aller Verbindungsdaten könne „nicht als vereinbar mit den Bestimmungen der Verfassung und der Europäischen Menschenrechtskonvention erachtet werden“.

### Offene technische Fragestellungen
Eine Vorratsdatenspeicherung wird je nach Provider auch über bislang rechtswidrige technische Verfahrensweisen erzeugt, wie es anhand von IP-Re-Assign sowie IP-Hybrid-Pairing diskutiert wird: Danach wird bei einer Trennung des Routers die gleiche IP-Adresse über sehr lange Zeiträume erneut zugewiesen. Bzw. beim Hybrid-Sharing wird eine IPV6-IP-Adresse ergänzt, die sich in einem Teil der Adresse nicht ändert. Auch die nachwirkende IP-Speicherung, von manchen auch IP-Nachhall bezeichnet, bedeutet eine rechtswidrige Vorratsdatenspeicherung durch die Speicherung der IP noch wenige Tage nach dem Nutzungsende der Adresse. Daher müsse das Quick-Freeze Verfahren auch untersucht werden, ob es eine Einführung der Vorratsdatenspeicherung auch aufgrund der technischen Fragestellungen „durch die Hintertüre darstelle?“.

### Zukunft der informationellen Selbstbestimmung
Kritiker argumentieren schließlich, eine Anerkennung des Prinzips der Vorratsdatenspeicherung bedeute letztlich das Ende des Rechts auf informationelle Selbstbestimmung. Halte man eine flächendeckende Aufzeichnung des Verhaltens der Bevölkerung allein deshalb für legitim, weil der Staat daran einmal Interesse haben könnte, dann drohe das Prinzip der vorsorglichen Verhaltensaufzeichnung schrittweise auf alle Lebensbereiche überzugreifen. Von keiner Information lasse sich nämlich ausschließen, dass sie einmal zur Verfolgung von Straftaten benötigt werden könnte.

## Mögliche Ausweitung auf soziale Netzwerke
Im Zuge der Beantwortung einer parlamentarischen Anfrage im deutschen Bundestag wurden im November 2012 Pläne bekannt, wonach in Zukunft auch Chats und Postings in sozialen Netzwerken denselben Überwachungs- und Speicherregeln unterworfen werden sollen wie Telefonate. Demnach soll künftig auch gespeichert werden, wer mit wem wann und wo im Internet kommuniziert. Das Europäische Institut für Telekommunikationsnormen (ETSI) arbeitet zu diesem Zweck bereits an der kommenden Norm für eine Standard-Schnittstelle für „Lawful Interception“ also „gesetzmäßige Überwachung“, über die im Bedarfsfall auf die Inhalte der Kommunikation automatisiert und nahe an Echtzeit zugegriffen werden kann.
Vorangetrieben wird das Projekt von den Innenministerien Frankreichs und Großbritanniens, wobei die britische Regierung hierzu bereits Anfang 2012 einen entsprechenden Entwurf zur „Communications Data Bill“ vorlegte. An den Plänen beteiligt sich auch die Assoziation israelischer Elektronik- und Softwareindustrien, British Telecom, Vodafone, Siemens und eine auf Datenüberwachung spezialisierte Standardisierungsfirma namens Yanaa Technologies. Offiziell bestätigt wurde zudem, dass der deutsche Verfassungsschutz seit 2003 Personal für die ETSI-Überwachungstruppe abstellt.

## Umgehungsmöglichkeiten
Durch den Einsatz von Proxy-Servern bzw. Virtual Private Networks (VPN) können viele Formen der Vorratsdatenspeicherung verhindert werden, oder die Aussagekraft der Daten stark reduziert werden.
Nicht verhindert wird die Speicherung der IP-Adresse des Internetanschlusses.
Eine Vorratsdatenspeicherung von Inhaltsdaten auf der Strecke zwischen Internetanschluss und VPN-Server wird durch Verschlüsselung verhindert. (In Deutschland erfolgt diese Form der Vorratsdatenspeicherung ohnehin nicht.)
Eine Vorratsdatenspeicherung von Ziel-IP-Adressen wird weniger aussagekräftig, da nur eine IP-Adresse des VPNs gespeichert wird. Das VPN nutzt eine zweite, andere, IP-Adresse für vom VPN ausgehenden Datenverkehr. (In Deutschland erfolgt diese Form der Vorratsdatenspeicherung ohnehin nicht.)
Die Verknüpfung der IP-Adresse des Internetanschlusses mit der IP-Adresse, die der Webserver sieht, wird verhindert. In Folge wird z. B. die Verknüpfung eines Nutzeraccounts für eine Website mit einem Internetanschluss verhindert. Das gilt nicht nur für Websites, sondern für alle über das IP erreichbaren Dienste.
Bei Nutzung des Anonymizer verbindet sich der eigene Rechner nicht mehr direkt mit der gewünschten Webseite, sondern baut eine verschlüsselte Verbindung zu einem Virtual Private Network auf, das dann wiederum erst die Webseite ansteuert. Durch die Verschlüsselung ist es dem eigenen Internetanbieter nicht möglich zu erkennen, welche Webseite aufgerufen wurde, und der Webseitenbetreiber findet nur die zweite IP-Adresse des VPNs und nicht die des Internetanschlusses. Das Ziel der Anonymisierung wird erreicht solange der VPN-Server selbst vertrauenswürdig im Sinne des Nutzers ist und die Verknüpfung der beiden IP-Adressen des VPNs nicht zum Teil der Vorratsdatenspeicherung wird.

### Allgemein
- Michael Biendl: Die Vorratsdatenspeicherung in Europa, Deutschland und Bayern. Eine vergleichende Betrachtung und Bewertung aus Sicht der IT-Sicherheit. Download (PDF; 3,6 MB).
- Patrick Breyer: Rechtsprobleme der Richtlinie 2006/24/EG zur Vorratsdatenspeicherung und ihrer Umsetzung in Deutschland. In: Strafverteidiger. (StV) 4/2007, S. 214–220. Download (Memento vom 22. März 2011 auf WebCite; PDF) googleusercontent.com
- Patrick Breyer: Keine europarechtliche Pflicht zur Wiedereinführung einer Vorratsdatenspeicherung. In: MMR-Aktuell. 2011, 321241. Lesen im Internet
- Mathias Bug, Ursula Münch, Viola Schmid (Hrsg.): 2. SIRA Conference Series. Innere Sicherheit – auf Vorrat gespeichert? ISBN 978-3-943207-01-9. Download (PDF).
- Ermano Geuer: Streit über Vorratsdatenspeicherung: Mehr Überwachung bedeutet nicht mehr Sicherheit In: Legal Tribune Online. 27. Januar 2012 Lesen im Internet
- Doris Liebwald: Die systematische Aufzeichnung der Daten über elektronische Kommunikation zu Überwachungszwecken, Richtlinie zur Vorratsdatenspeicherung 2006/24/EG. In: JusIT 2/2010 LexisNexis, Wien.
- Doris Liebwald: The New Data Retention Directive. In: MR-Int 1/2006 (European Media, IP & IT Law Review), S. 49–56.
- Thomas Petri: Die Richtlinie 2006/24/EG zur Vorratsspeicherung von Telekommunikationsverkehrsdaten. In: DuD. 9/2011, S. 607–610.
- Jens Puschke: Die Vorratsdatenspeicherung als Instrument der Strafverfolgung. In: Datenschutz Nachrichten. (DANA) 2/2006, S. 65–73.
- Dorothee Szuba: Vorratsdatenspeicherung: der europäische und deutsche Gesetzgeber im Spannungsfeld zwischen Sicherheit und Freiheit. Dissertation. 1. Auflage. Nomos, Baden-Baden, ISBN 978-3-8329-6488-7.
- Dirk Wüstenberg: Die Speicherung von Internetverbindungsdaten nach § 100 TKG im Lichte des EU-Rechts. In: Medien und Recht – International. (MR-Int) 2007, S. 136–139.
- Dirk Wüstenberg: Vorratsdatenspeicherung und Grundrechte. In: Medien und Recht – International. (MR-Int) 2006, S. 91–97.
- Dietrich Westphal: Die Richtlinie zur Vorratsspeicherung von Verkehrsdaten – Brüsseler Stellungnahme zum Verhältnis von Freiheit und Sicherheit in der 'Post-9/11-Informationsgesellschaft'. In: Europarecht. (EuR) 5/2006, S. 706–723.
- Dietrich Westphal: Die neue EG-Richtlinie zur Vorratsdatenspeicherung: Privatsphäre und Unternehmerfreiheit unter Sicherheitsdruck'. In: Europäische Zeitschrift für Wirtschaftsrecht. (EuZW) 17/2006, S. 555–560.

### Gutachten/Stellungnahmen
- Boehm/Cole: Vorratsdatenspeicherung nach dem Urteil des Gerichtshofs der Europäischen Union, 30. Juni 2014. (PDF; 799 kB).
- Wissenschaftlicher Dienst des Bundestags: Rechtsgutachten zur Zulässigkeit der Vorratsdatenspeicherung nach europäischem und deutschem Recht (3. August 2006) (PDF; 218 kB).
- Generalanwalt Pedro Cruz Villalón am Gerichtshof der Europäischen Union: Schlussantrag vom 12. Dezember 2013 in der Rechtssache C-293/12 (Irland) und C-594/12 (Österreich) (Die EU-Richtlinie 2006/24/EG entspricht nicht der Charta der EU-Grundrechte und sollte daher angepasst werden.)

### Deutschland
- Siehe: Vorratsdatenspeicherung in Deutschland#Literatur

### Österreich
- Christof Tschohl: Datensicherheit bei der Umsetzung der Vorratsdatenspeicherung in Österreich (PDF; 28 MB) Wien, Univ.-Diss., 2011